# Estadio Mestalla
Estadio Mestalla je fotbalový stadion předního celku španělské Primera división Valencia CF. Je pověstný svými strmými tribunami, které vytvářejí nenapodobitelné fotbalové prostředí.

## Historie
Stadion byl otevřen 20. května 1923 přátelským utkáním, ve kterém se proti sobě postavily dva valencijské celky Valencia CF a Levante. Nahradil tak dosluhující stánek Algirós, který byl prvním útočištěm klubu. Původně byl stadion postaven pro 17 000 diváků, což ale dlouho nestačilo a už v roce 1927 byla kapacitě navýšena na 25 000.
Ani v této podobě však dlouho nevydržel, protože v roce 1936 v zemi vypukla občanská válka a stadion sloužil jako soustřeďovací tábor a odpadní skladiště. Byl velmi poškozen, po konci nepokojů v roce 1939 zůstaly vlastně jen pozemek a rozbořené tribuny.
V následujícím desetiletí vyhrál tým své první tři tituly ve španělské lize a navíc 2 triumfy v španělském poháru. Tyto úspěchy výrazně posloužily jako podpora pro obnovu Mestally.
V padesátých letech se Mestalla dočkala největší přestavby. Jejím cílem bylo další navýšení kapacity na 45 500 diváků. Tento sen téměř překazila povodeň v říjnu roku 1957, kdy se z břehů vylila řeka Turia. Mestalla povodeň nejen přečkala a dočkala se dokončení stavebních úprav, ale v roce 1959 bylo na stadionu vybudováno umělé osvětlení.
V šedesátých letech zůstal stadion beze změn, zatímco klub začal ukazovat svou sílu i na evropské scéně. 15. září 1961 odehrála Valencia na stadionu Mestalla první oficiální zápas se zahraničním klubem, kterým byl Nottingham Forest. Od roku 1969 do roku 1994 nesl stadion název podle bývalého presidenta klubu Luise Casanovy Gilera, který klub vedl na konci třicátých let.
V roce 1971 vyhrál klub svůj 4. španělský titul. Rok nato představil zadní zastřešení, které se skládalo z kanceláře avantgardního stylu a také síně slávy, která držela původní vlajku klubu. V létě 1973 nahradila 14 řad k stání za oběma brankami místa k sezení, což znamenalo zvýšeni komfortu a přizpůsobení novým trendům. Management Valencie začal uvažovat o možnosti přestěhování klubu ze současného místa na okraj města, ale nakonec byl projekt zamítnut a o několik let později, v roce 1978 byla Mestalla zrekonstruována kvůli pořádání Mistrovství světa 1982.
V současné době probíhá výstavba nového stadionu pro 54 000 diváků Nou Mestalla, kam by se měl klub přestěhovat v průběhu sezony 2024/2025. 26. května 2008 došlo k tragické události, když po pádu lešení zahynuli 4 stavaři.